# M10 Wolverine
 (mars 2014).
Si vous disposez d'ouvrages ou d'articles de référence ou si vous connaissez des sites web de qualité traitant du thème abordé ici, merci de compléter l'article en donnant les références utiles à sa vérifiabilité et en les liant à la section « Notes et références ».
Le chasseurs de chars M10, connu également accompagné de son surnom M10 Wolverine » (le nom officiel américain du M10 était « affût automoteur M10 - 3 pouces »), est un chasseur de chars américain construit à partir de 1942 utilisé pendant la Seconde Guerre mondiale.
Pour pallier l'infériorité des Sherman face aux blindés ennemis et suivant les théories de l'état-major en vigueur durant la guerre, les Américains dotèrent leurs unités d'un véhicule spécialisé dans la lutte antichar, à l'instar des chasseurs de chars allemands. Les théoriciens de l'armée blindée américaine voyaient dans le Sherman un char d'appui, qui n'avait donc pas vocation à aller affronter les chars adverses.
Le M10 Wolverine (en français : glouton ou carcajou), (nom anglais d'un mammifère de la taille d'un petit ours) était mécaniquement très proche du Sherman et son train de roulement était le même. Sa superstructure et sa tourelle lui étaient à l'inverse spécifiques.
Le canon de 76,2 mm valait largement celui du Panzer IV, mais se révéla trop faible contre le blindage des chars allemands plus lourds. Livré aux Britanniques et adaptés par eux, le M10 prit le nom d'Achilles. Ce char est parfois surnommé Wolverine par l'armée britannique.

## Développement et production

### Contexte

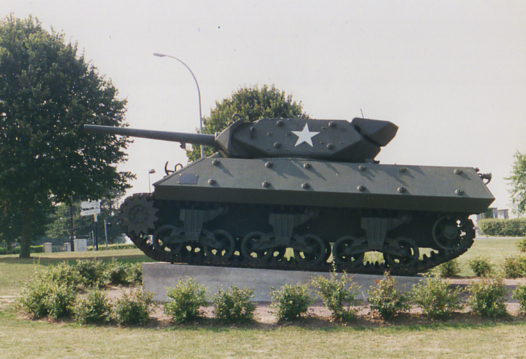
Un M10 exposé au Musée Mémorial de la Bataille de Normandie de Bayeux.

En 1940, la défaite de l'armée française inquiéta l'état-major américain. Ce dernier était bien conscient que, tôt ou tard, les États-Unis devraient entrer en guerre et affronter les Panzerdivisionen du Troisième Reich. Pour la philosophie de l'emploi des chars, les théoriciens américains distinguaient deux catégories de véhicules :
- Les chars, qui avaient pour mission d'appuyer l'infanterie avec leur canon, en utilisant des obus explosifs ;
- Les chasseurs de chars (ou Tank Destroyers en anglais), qui étaient destinés à affronter les blindés ennemis grâce à leur puissante pièce antichar.

De ce fait, une grande panoplie de matériel antichar est développée. En 1941, personne n'a encore tranché entre des canons tractés ou des automoteurs mais, au fil du temps, l'idée d'un engin automobile supplante la pièce tractée, grâce à sa meilleure manœuvrabilité.

### Développement initial
Afin de mettre au point une telle machine, trois canons sont envisagés dès le départ. Le premier est le canon antichar de 37 mm, existant déjà en tracté. Son faible gabarit lui permet d'être installé sur l'arrière d'une Jeep, lui conférant une très bonne mobilité. Cependant le châssis de la Jeep s'avère trop faible pour pouvoir supporter le poids et surtout le recul de l'arme. Les Américains décident alors de le transposer sur un véhicule de plus grande taille, plus précisément sur le châssis d'un Dodge 4 × 4, ce qui donne le WC 55 Gun Motor Carriage M6. Cette fois, le châssis est apte à encaisser le recul du 37 mm. On lui reproche néanmoins son manque de mobilité sur terrain meuble comparé à un véhicule entièrement chenillé, la faible protection offerte par le bouclier du canon, et enfin la faiblesse du canon de 37 mm face aux blindages des chars adverses. L'engin sera toutefois produit et engagé sur le sol tunisien, de fin 1942 à début 1943.

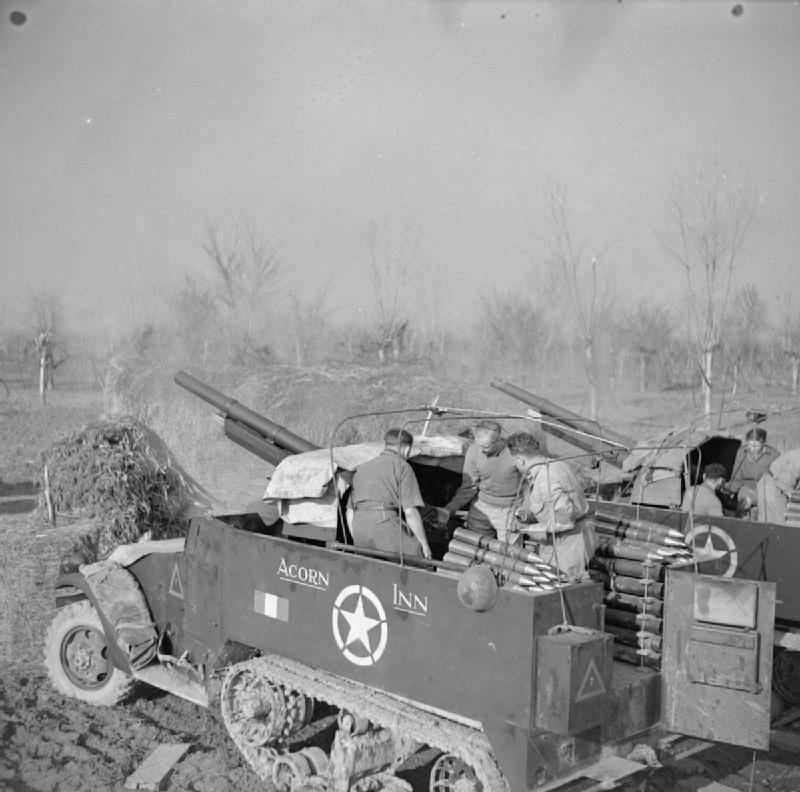
M3 GMC de l'armée anglaise en Italie, 1945

Par la suite, le canon de campagne de 75 mm, une variante locale du célèbre "75" français modèle 1897, est retenu. Alors en cours de remplacement par le canon de 105 mm M2, cette pièce est disponible en grandes quantités dans les stocks. Grâce à l'expérience acquise avec les faibles performances des châssis de camions modifiés, c'est la plate-forme du M3 Half-Tracks qui servira de support au canon de 75 mm. Le nouveau véhicule prend la dénomination de M3 GMC (Gun Motor Carriage) et est engagé dans les Philippines en 1941, à raison de quinze exemplaires, et en Afrique du Nord face aux troupes de Rommel. Même si cette conversion demeure assez réussie, elle pèche par son faible blindage et marque le pas face aux panzers. De plus, son habitacle ouvert met en péril l'équipage et les servants de la pièce de 75 mm, qui ne sont pas à l'abri des éclats d'obus ni des grenades.
En automne 1940, un candidat supplémentaire vient s'aligner : il s'agit du canon antiaérien de 76,2 mm à haute vitesse initiale (désigné 3 inch Gun M5 dans la nomenclature américaine). Il s'avère que ce canon est bien plus performant que les deux précédents, mais qu'il n'existe qu'en version antiaérienne. Par conséquent, son poids important et son volume le rendent impropre au combat antichar. La conversion en pièce tractée prend beaucoup de temps et le premier prototype est livré en octobre 1941. Les essais effectués en février 1942 ne donnent guère satisfaction pour la balistique et le canon est retravaillé par les ingénieurs, qui parviennent enfin à le rendre convenable en mai de la même année. Un premier prototype est construit sur base de tracteur chenillé M2 : le M5 3 in. GMC. Malgré une puissance de feu enfin à la hauteur des espérances, les autres facteurs tels que la mobilité ou la protection sont perfectibles, de même que la fiabilité. Par exemple, les munitions et les réservoirs d'essence étaient positionnés devant le bouclier du canon ! 
À la suite de l'Attaque de Pearl Harbor, le 7 décembre 1941, et à la déclaration de guerre par l'Allemagne hitlérienne cinq jours plus tard, les Américains commandent en urgence 1 580 exemplaires du M5. Heureusement pour les futurs équipages, la commande est annulée car, lors des tests de qualification en juillet 1942, le véhicule finit par s'autodétruire. Après la mise aux oubliettes du M5 GMC, d'autres prototypes sont testés à l'instar du T24 sur châssis de M3, ou encore le T40 équipé d'un 76,2 mm Modèle 1918. Rebaptisé M9, cet automoteur sera commandé puis abandonné à cause du faible nombre de Modèles 1918 disponibles.
Le soulagement vient enfin avec l'arrivée en février 1942 des premiers M4 Sherman. Reprenant un projet de TD (Tank Destroyer) à tourelle datant de novembre 1941, la Fisher Body Division construit le prototype T1, qui s'avère perclus de défauts : trop lourd, trop haut, faible mobilité, tourelle inadaptée au canon M7 de 3 pouces. Un deuxième prototype, le T35, est construit sur base de Sherman M4A2 avec moteur Diesel GM 6046. Le haut de caisse est modifié afin d'accueillir une tourelle à ciel ouvert à surfaces inclinées, augmentant sa protection. Celle-ci est d'ailleurs jugée trop faible, et le T35 voit ses flancs adopter lui aussi le principe des dièdres inclinés. Devenu T35E1, il subit une batterie de tests en avril/mai 1942. Le 20 mai, le T35E1 est renommé 3 in Gun GMC M10 et est validé par la même occasion.

### Production

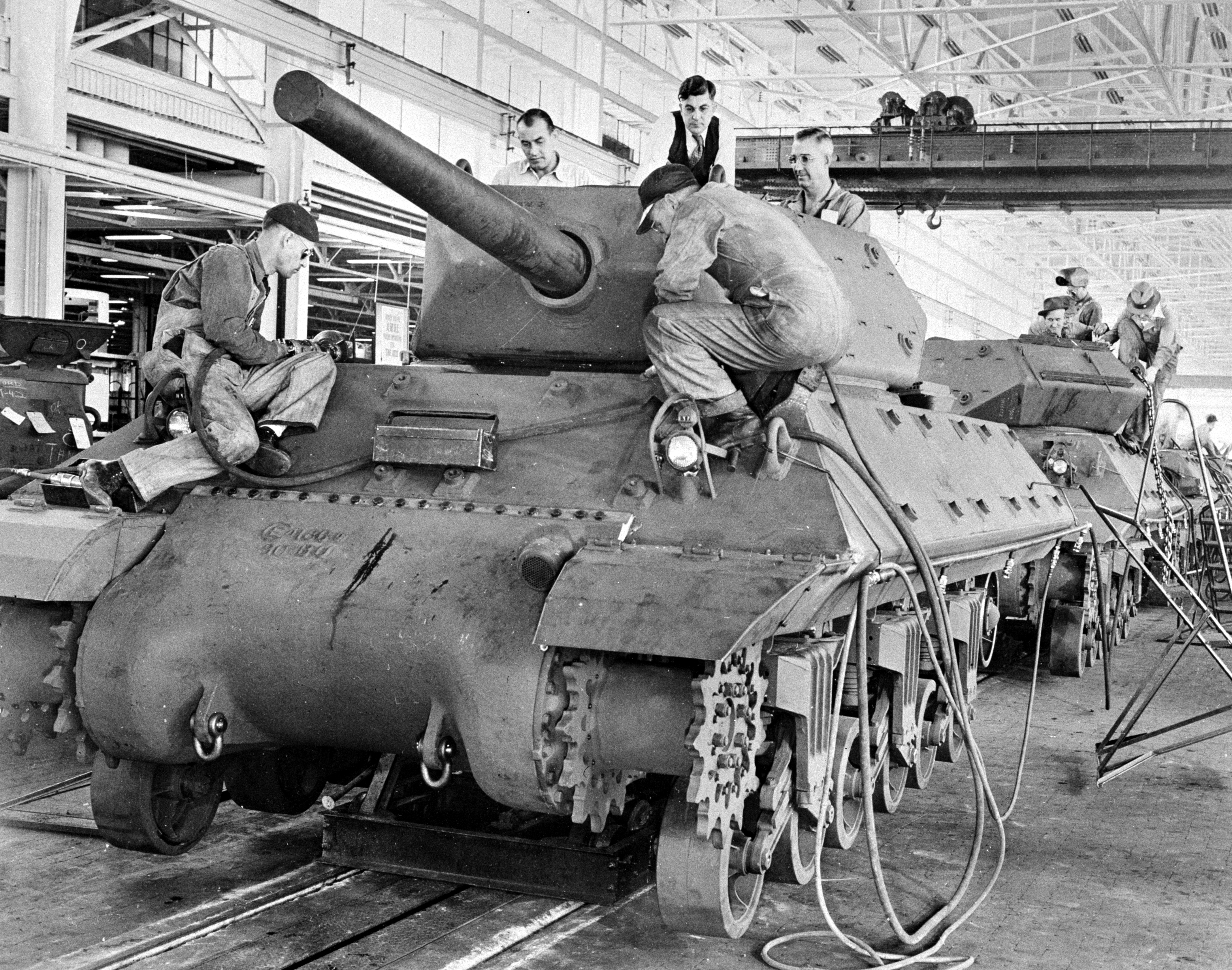
M-10 en production au General Motors tank arsenal en mars 1943

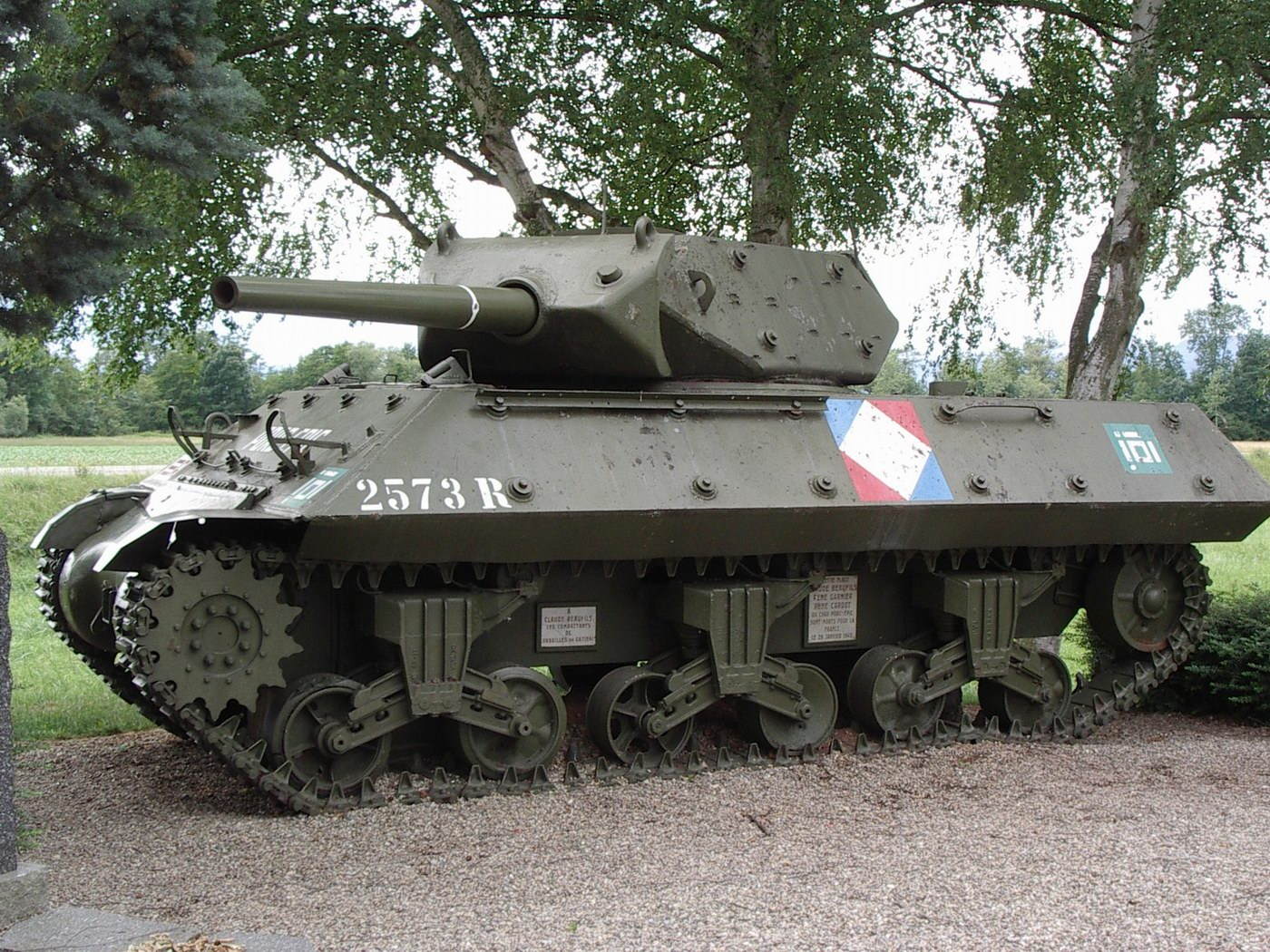
M10 destroyer du 8e RCA, Illhaeusern, visible là où il a été touché.

D'octobre 1942 à décembre 1943, la Fisher Body Division assemble 4 993 M10 dotés de moteurs Diesel Gray Marine Motor Company. 
D'octobre 1942 à septembre 1943, Ford assemble 1 038 M10A1. 
D'octobre à novembre 1943, la Fisher Body Division assemble 375 exemplaires du M10A1, plus 300 châssis nus pour conversion en M36 Jackson en janvier 1944. 
Au total, 4 993 exemplaires du M10 ont été fabriqués d'octobre 1942 à décembre 1943, contre 1 713 M10A1 produits d'octobre 1942 à janvier 1944, soit 6 706 M10 toutes versions confondues.
| Modèle | Quantité | Contrat                           | N° de Série | N° US army          |
| ------ | -------- | --------------------------------- | ----------- | ------------------- |
| M10    | 1 800    | Fisher Body Division 374-ORD-1880 | 3 à 1802    | 4040705 à 4042504   |
| M10A1  | 1 038    | Ford 374-ORD-1213                 | 1803 à 2840 | 4046509 à 4047546   |
| M10    | 1 200    | Fisher Body Division 374-ORD-1880 | 2841 à 4040 | 4081054 à 4082253   |
| M10    | 1 117    | Fisher Body Division 374-ORD-1880 | 5991 à 7107 | 40110110 à 40111226 |
| M10    | 876      | Fisher Body Division T-7581       | 7108 à 7983 | ?                   |
| M10A1  | 375      | Fisher Body Division 374-ORD-1213 | 7984 à 8358 | 40112380 à 40112754 |

| Mois           | M10   | M10A1       |
| -------------- | ----- | ----------- |
| Septembre 1942 | 105   |             |
| Octobre 1942   | 170   | 3           |
| Novembre 1942  | 137   | 18          |
| Décembre 1942  | 199   | 7           |
| Janvier 1943   | 276   | 56          |
| Fevrier 1943   | 340   | 116         |
| Mars 1943      | 330   | 150         |
| Avril 1943     | 428   | 133         |
| Mai 1943       | 416   | 123         |
| Juin 1943      | 400   | 133         |
| Juillet 1943   | 402   | 124         |
| Août 1943      | 465   | 131         |
| Septembre 1943 | 498   | 49          |
| Octobre 1943   | 350   | 150         |
| Novembre 1943  | 237   | 220         |
| Décembre 1943  | 240   |             |
| Janvier 1944   |       | 300 châssis |
| Total          | 4 993 | 1 713       |

Le M10 est vite reconnu comme étant supérieur aux projets concurrents ou passés par la Palmer Board, une commission réunissant des experts sous l'égide du brigadier général Williston B. Palmer, dont le but est de gérer les foisonnements d'idées et de prototypes et de trancher dans les études menées. La commission regrette cependant que le M10 ne soit guère meilleur qu'un M4 Sherman sur le plan de la protection et de l'armement.

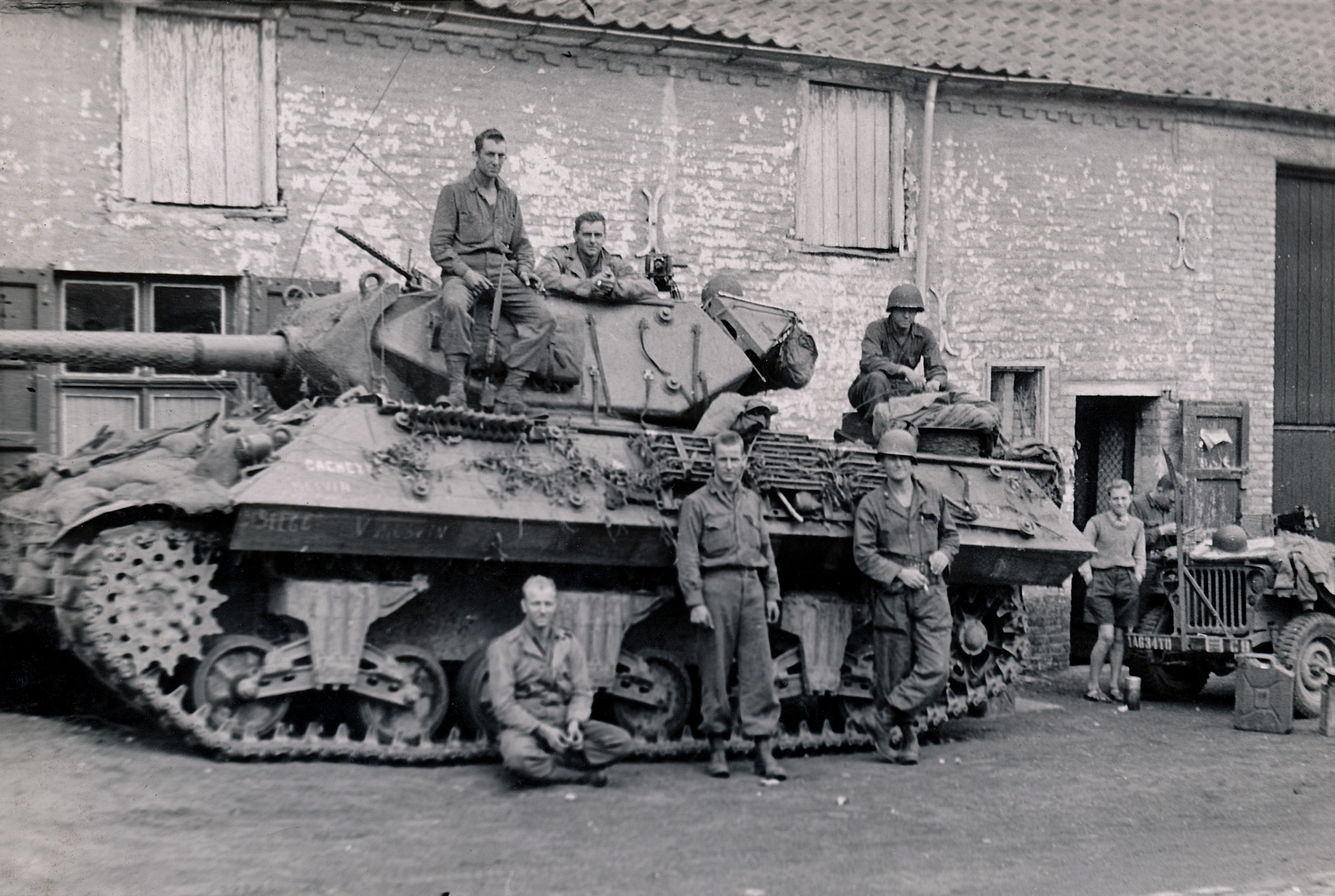
Équipage d'un M 10 Tank Destroyer (Wolverine) au repos à côté de leur char lors de la libération du village d'Hyon (Hainaut - Belgique) 2 - 3 septembre 1944.

Des commandes ayant été passées à la firme Ford, produisant des Sherman M4A3, le M10 reprend le châssis de ce dernier, ainsi que le moteur GAA V8 essence pour devenir le M10A1. Plus léger que le M10 de base, il ne possède qu'un seul bloc moteur essence au lieu de deux blocs Diesel couplés auparavant. Les grilles du capot moteur sont désormais plus larges, la plaque avec le double pot d'échappement est remplacée par une petite porte avec deux sorties coudées d'échappement. La version M10A1 ne sera pas déployée au front et servira de base pour le futur M36 équipé d'un canon de 90 mm.

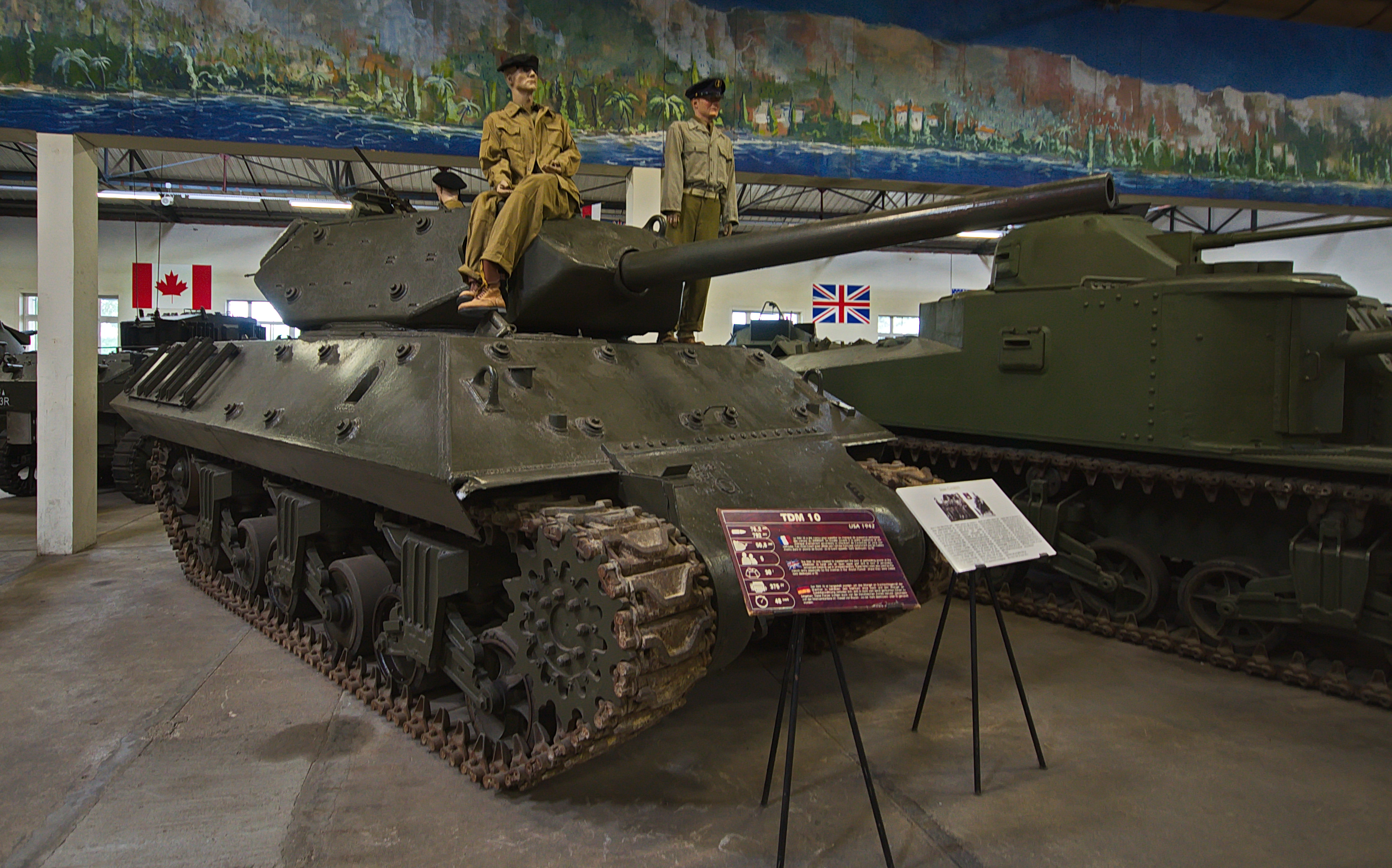
TD M10 au musée des blindés de Saumur

Tout au long de sa production, le M10 recevra des modifications. La rotation de la tourelle se fait mécaniquement, c'est-à-dire à l'aide d'une manivelle. Le poids du canon et des tourillons déséquilibrent le véhicule, et la tourelle devient difficile à tourner à la force des bras lorsque le blindé évolue sur une pente ou un dévers. Elle a aussi tendance à tourner toute seule vers le bas lorsque le véhicule est incliné, et seul un système de blocage amélioré résoudra ce défaut. Cependant, une tourelle motorisée n'a jamais été ajoutée aux chars en service aux États-Unis. La mitrailleuse de 12,7 mm est installée à l'arrière de la tourelle ouverte, ce qui est censé faire contre-poids au canon de 3 pouces. Cette solution n'étant pas suffisante, les crampons de chenilles sont à leur tour installés vers la poupe du TD, ce qui ne s'avère pas plus satisfaisant. Un vrai contrepoids est alors greffé à l'arrière de la tourelle, avec pour conséquence l'alourdissement global du véhicule. Les équipages ajoutèrent des toits blindés à leurs tourelles, souvent tous articulés afin qu'ils puissent s'ouvrir pour vraiment voir ce qui se passait sur le terrain.
Dans un premier temps, des gueuses parallélépipédiques pesant une tonne, en fer, fonte ou plomb, sont installées sur les modèles déjà construits. Pour les véhicules à produire, un contre-poids de forme triangulaire de 1 600 kilogrammes est automatiquement installé à partir de janvier 1943. Fin mars de la même année, un modèle profilé et plus lourd de 1 100 kg fait son apparition et n'est adopté qu'en juin.
Un aspect de la conception qui montre à quel point il a été précipité sont les trappes du conducteur. Ils étaient plus grands que les Sherman produits à la même époque, mais ne pouvaient être ouverts ou fermés si la tourelle était vers l'avant. L'équipage devait donc choisir si le pilote et le copilote allaient bien voir ou être enfermés, avant la bataille ou le mouvement. Le M10 n'avait pas de panier de tourelle, le conducteur et le copilote avaient donc plus de facilité à sortir de la tourelle sans toit.
Il n'était pas rare que des unités de M10 soient utilisées comme artillerie fixe pendant plusieurs jours. Les M10 avaient à bord tout l'équipement nécessaire pour être utilisé comme artillerie. Quelques bataillons TD ont consacré presque autant de temps à l'artillerie qu'à leur rôle TD. Cette capacité était souvent utilisée en Italie parce que le canon de 3 pouces du M10 ne déchirait pas les routes vitales autant que les canons plus gros.
Au début, seuls les M10 TD étaient autorisés pour un service à l'étranger, et le M10A1, même s'il s'était avéré supérieur sur le plan automobile, ne devait être utilisé que dans le cadre de la formation aux États-Unis. Il y avait des doutes sur l'utilité du TD motorisé avant le débarquement de Normandie, et la production du M10 fut interrompue car de nombreuses unités TD furent reconverties en unités de canons remorqués ou dissoutes.
Les petits coussinets ronds situés partout sur le blindage du M10 étaient destinés à un kit complémentaire d'armure, qui n'a jamais été utilisé pour une raison inconnue. Ils ont cependant donné aux équipages un endroit pratique pour accrocher d’autres choses, comme des sacs et des filets de camouflage…

## Variantes

### 17pdr SP Achilles
| Mois           | Conversions |
| -------------- | ----------- |
| Mai 1944       | 98          |
| Juin 1944      | 81          |
| Juillet 1944   | 69          |
| Août 1944      | 70          |
| Septembre 1944 | 112         |
| Octobre 1944   | 126         |
| Novembre 1944  | 152         |
| Decembre 1944  | 82          |
| Janvier 1945   | 86          |
| Fevrier 1945   | 95          |
| Mars 1945      | 30          |
| Avril 1945     | 18          |
| Total          | 1,017       |

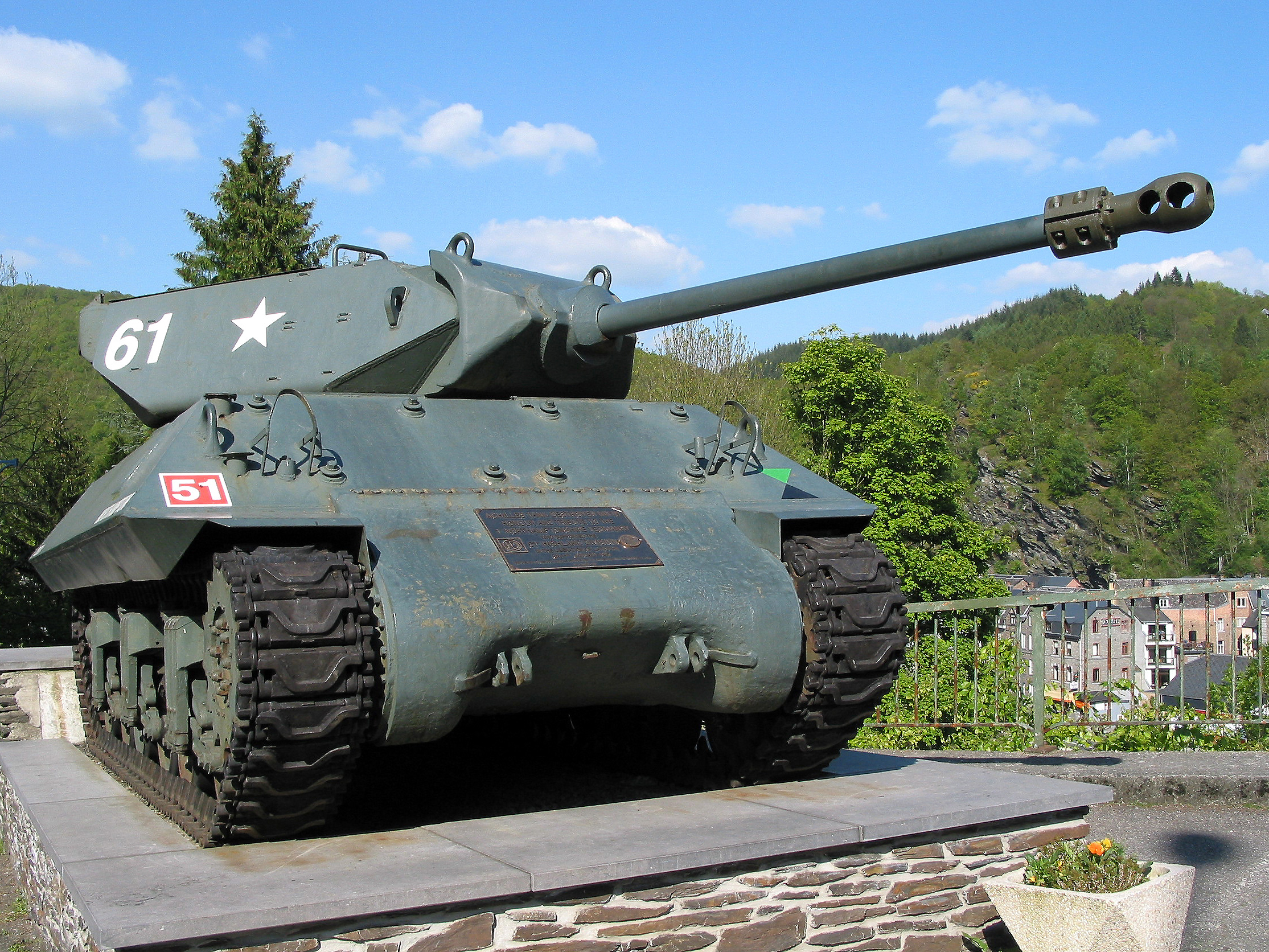
Premier blindé entré dans La Roche-en-Ardenne en décembre 1944.

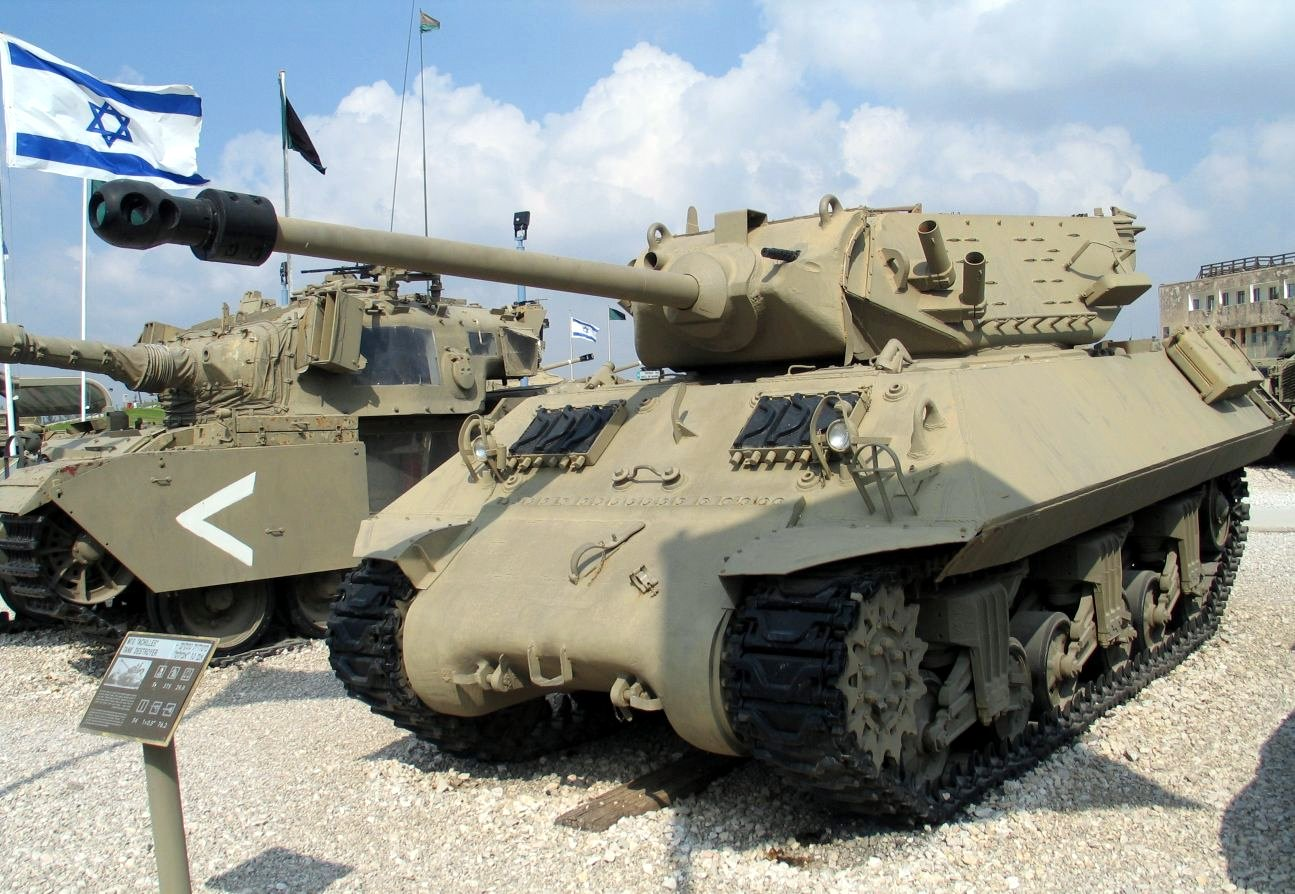
SP Achilles au musée de Yad la-Shiryon.

La version britannique, le SP Achilles (17pdr SP Achilles (en)), est aisée à distinguer grâce au frein de bouche du canon de 17 livres de 76,2 mm.
Comme pour le Sherman, la genèse de l'Achilles remonte à la loi Lend-Lease grâce à laquelle les Britanniques reçurent un nombre important de Tank Destroyers M10 (chasseur de chars M10 Wolverine).
Et comme pour le Sherman, ils remarquèrent vite la puissance limitée du canon M7 de 76,2 mm américain. En effet, ce canon était peu ou prou l'égal du  canon d'un panzer IV G, dérivé du PaK 40, et par conséquent n'était pas assez puissant pour contrer les chars allemands les plus lourds comme le Tigre, le Tigre II et le Panther. Le canon de 17 livres avait un calibre similaire à celui du canon M7 de 3 pouces, mais avait un canon plus long et utilisait une charge propulsive plus grande, ce qui lui donnait des capacités de pénétration du blindage bien supérieures.
Les Britanniques puisèrent donc dans leurs stocks le fameux canon de 17 livres dont la réputation n'était plus à faire, surtout associé à la munition spéciale APDS. Certains historiens affirment que ce canon était le plus redoutable du champ de bataille. Cependant le 17 pounders marque le pas face à la version antichar du "acht-acht" (surnom du 88 mm), le 88 KwK 43 L71 installé entre autres sur les blindés allemands Königstiger, Jagdpanzer V, Jagdpanzer Elefant et Nashorn. Elle est, elle aussi, considérée comme la meilleure pièce antichar du conflit par certains historiens.
Au total, 1 648 M10 ont été fournis par les États-Unis à l'armée britannique via le programme Lend-Lease. Les M10 britanniques ont été désignés sous le nom de « 3 pouces Self-propulsed Mount M10 » (3 pouces SPM M10). Le M10 avec le contrepoids « coin » était connu sous le nom de « 3 pouces SPM M10 Mk I » et le M10 avec le contrepoids « bec de canard » était désigné « 3 pouces SPM M10 Mk II ». 1 017 de ces véhicules ont été équipés du puissant canon 17-pounder de mai 1944 à avril 1945. La désignation utilisé au sein du Département de conception des chars pour les versions de 3 pouces et de 17 livres était "Achilles". Les conversions de 17 livres étaient désignées de différentes manières, avec un suffixe "C" ajouté à la désignation "M10", ou appelées "17pdr M10". La plupart des véhicules convertis étaient le SPM M10 Mk II de 3 pouces, car le contrepoids en bec de canard équilibrait mieux le canon lourd. Le masque de tourelle avait besoin d'être modifié pour accepter le canon car le nouveau canon était plus lourd et plus long que le 76,2 mm américain. Ce canon fut toutefois légèrement modifié en raccourcissant la culasse pour gagner de la place dans la tourelle.
Au combat, les Achilles se montrèrent vite assez efficaces contre les panzers, et les Allemands en firent une cible prioritaire sur le champ de bataille, comme ce fut le cas pour le Firefly. Les engins perdus furent quelquefois remplacés par des TD M10 ordinaires, au grand dam des équipages.

## Utilisation au combat

### Armée des États-Unis

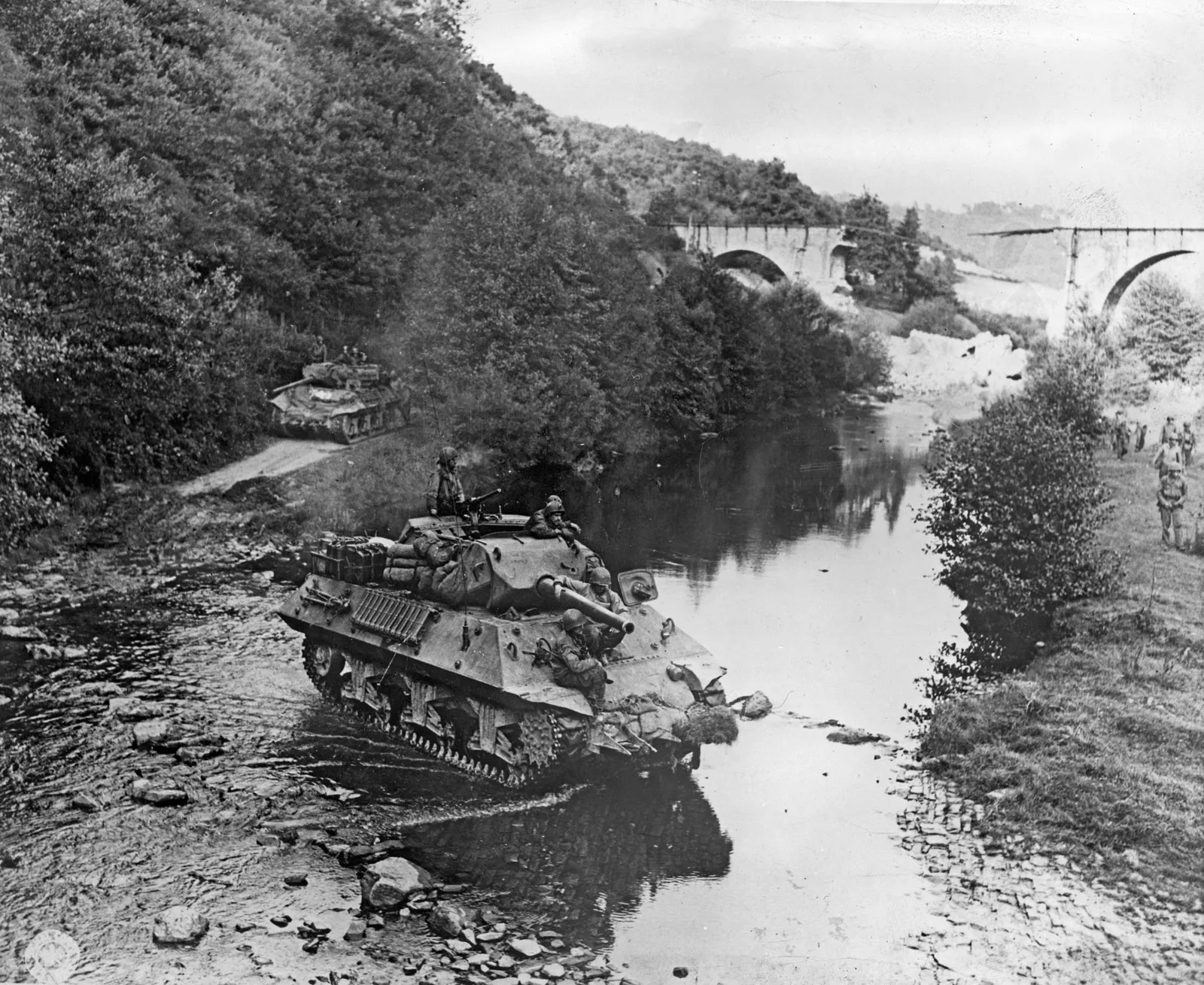
M10 Tank destroyers en Belgique (1944/45)

Le châssis lourd du M10 n'était pas conforme à la doctrine des chasseurs de chars à évolution rapide consistant à utiliser des véhicules très légers à grande vitesse, et à partir de l'été 1944, il commença à être complété par le rapide M18 Hellcat. La doctrine américaine des chasseurs de chars exigeait que les chasseurs de chars soient gardés en réserve et se précipitaient en avant pour contrer les attaques blindées ennemies massives. En réalité, ce n’était pas le cas et les bataillons M10 étaient rattachés, souvent de manière semi-permanente, aux divisions d’infanterie et blindées pour fournir un appui-feu direct et indirect supplémentaire. Les missions typiques comprenaient la fourniture de tirs d'artillerie indirects en augmentant les unités d'artillerie divisionnaires, le suivi et le soutien des principaux éléments d'un assaut d'infanterie, l'attaque d'obstacles tels que les fortifications et les véhicules ennemis (y compris les chars) qui gênaient l'avancée des unités amies et la mise en place d'une défense antichar une fois l’objectif atteint.
La force de TD M10 américaine a été considérée comme un échec, mais pas parce que les hommes ou les véhicules ont mal performé, c'est la doctrine qui n'a pas fonctionné. Le M10 fut utilisé jusqu'à la fin de la guerre et de nombreux bataillons de M10 le préférèrent au M18, plus rapide. Les M10 n'avaient pas de mitrailleuse coaxiale, ce qui et leur toit ouvert les rendaient plus vulnérables à l'infanterie qu'un char. Malgré cela, ces unités se voyaient souvent confier des missions de char. Le toit ouvert offrait cependant un gros avantage pour trouver les chars ennemis sur lesquels tirer.
Les débuts au combat du M10 ont eu lieu le 23 mars 1943, lors de la Bataille d'El Guettar, dans la Campagne de Tunisie faisant partie de la Campagne d'Afrique du Nord. Le M10 connut initialement un succès car son canon M7 de 3 pouces pouvait détruire la plupart des chars allemands alors en service. Au cours de la bataille, les M10 du 899e bataillon de chasseurs de chars et les M3 Gun Motor Carriages du 601e bataillon de chasseurs de chars détruisirent 30 chars allemands, bien que 20 M3 et 7 M10 furent perdus. Le M10 n'a pas connu beaucoup d'action antichar pendant le reste de la campagne nord-africaine et a plutôt été utilisé comme appui-feu mobile.

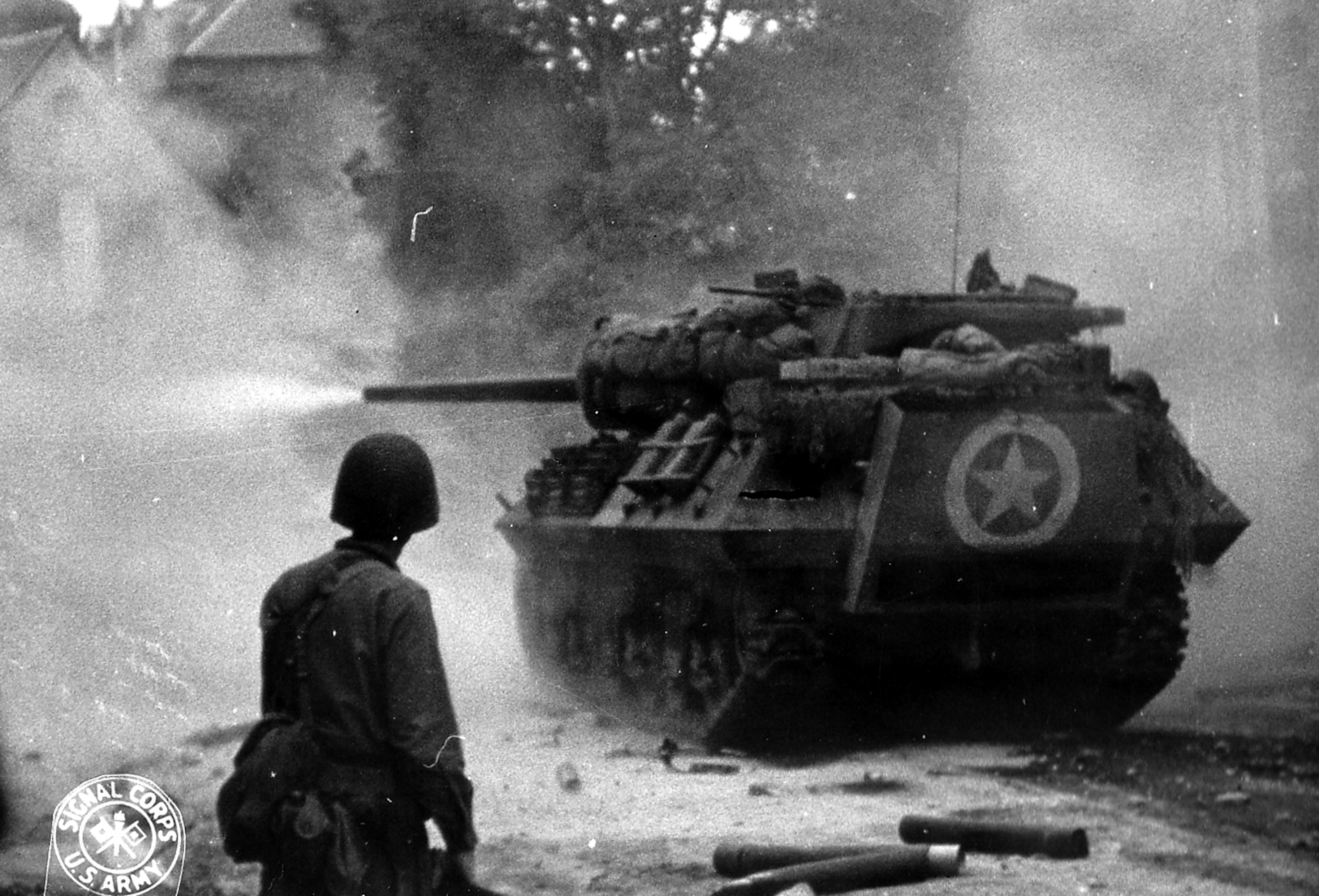
M10 en action près de Saint-Lô, Juin 1944.

Lors des combats de chars lors de l'Opération Overlord, le canon de 3 pouces du M10 s'est avéré inefficace contre l'épais blindage frontal du char moyen allemand Panzer V Panther. Le 6 juillet 1944, le Quartier général d'Eisenhower a demandé que tous les bataillons M10 soient convertis au nouveau M36 dès que possible,. Le 10 juillet 1944, le "899th Tank Destroyer Battalion" émousse une contre-attaque allemande de la Panzer Lehr Division près de Le Dézert et détruit 12 Panther, un Panzer IV et un Sturmgeschütz III au cours d'une bataille acharnée de deux jours, la plupart se déroulant à des distances inférieures à 200 m (218,72266 yd). En raison du choc initial provoqué par la rencontre avec des chars lourds allemands, d'autres changements furent apportés à la force de chasseurs de chars fin septembre 1944. Les responsables américains demandèrent que sur les 52 bataillons alors engagés sur le théâtre européen, 20 soient convertis au M36, 20 conservent le M10 ou M18 à la discrétion de leurs commandants, et les 12 bataillons remorqués soient rééquipés du canon remorqué (alors prototype) T5 de 90 mm,. En octobre 1944, le chasseur de char M36 Jackson commença à arriver en Europe et remplaça en grande partie le M10 à la fin de la guerre. Les projets visant à conserver les bataillons remorqués ont été annulés après leurs performances généralement médiocres et leurs pertes élevées en 1944, en particulier lors de la Bataille des Ardennes[citation nécessaire].

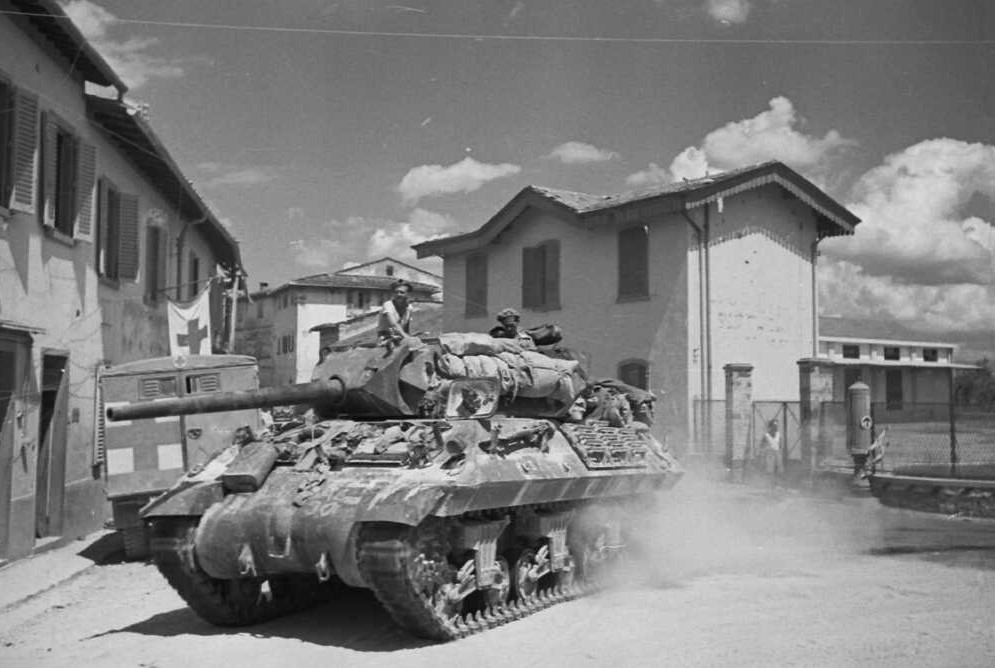
7th Anti-Tank Regiment M10 en Italie

Durant la campagne d'Italie, comme dans le nord de l'Europe, les M10 étaient normalement attachés à des unités d'infanterie ou blindées comme soutien d'infanterie ou artillerie mobile, davantage encore en raison du manque général de blindés allemands sur ce théâtre. De nombreux commandants de division américains ont demandé que leurs M10 soient remplacés par des chars entièrement blindés[citation nécessaire]. Lors de la Guerre du Pacifique, en raison du manque d'opposition sérieuse des chars japonais, Les M10 de l'armée américaine n'étaient pas utilisés comme chasseurs de chars, mais comme support d'artillerie et d'infanterie mobile. Le M10 s'est avéré impopulaire dans le Pacifique en raison de sa tourelle ouverte, ce qui le rendait vulnérable aux tactiques antichars japonaises d'assaut rapproché[citation nécessaire].

### Armée britannique

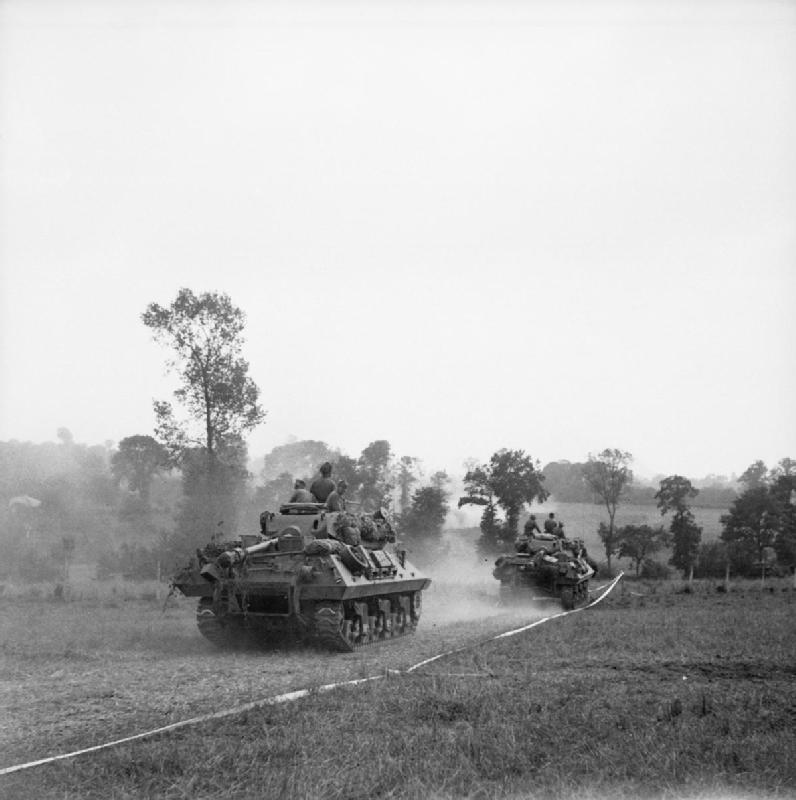
Achilles de l'armée Britannique en Normandie 1944

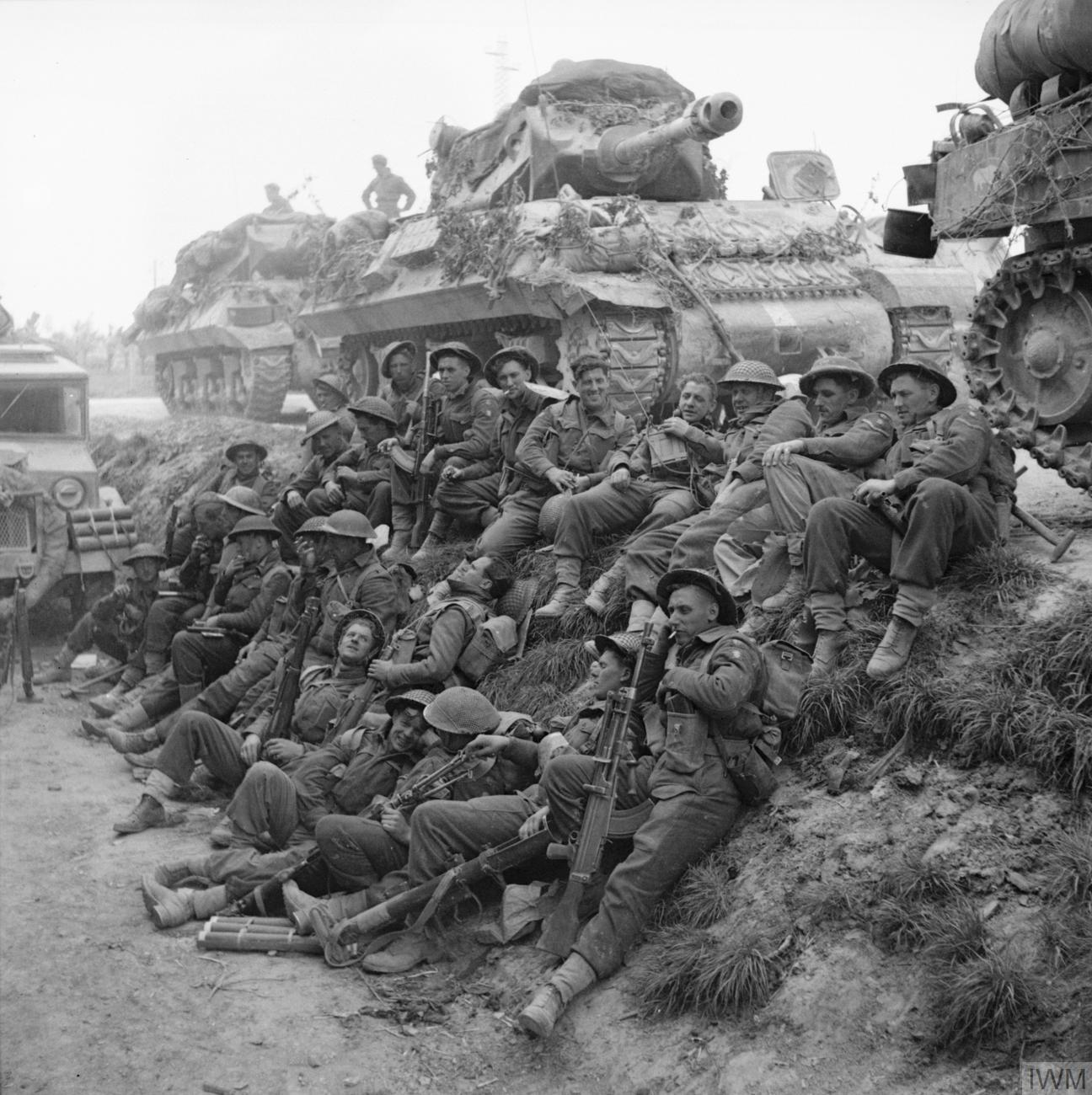
Achilles de l'armée Britannique en Italie 1945

Le M10 SPM 17pdr "Achilles" a été utilisé par les armées britanniques, canadiennes et polonaises lors de la campagne d'Italie et dans le nord-ouest de l'Europe après le débarquement de Normandie. En service avec les forces Britanniques, ils ont été conservés après la guerre. Ceux qui n'étaient pas armés furent dépouillés de leurs tourelles et utilisés comme tracteurs d'artillerie.
En tant que canon antichar automoteur, le M10 était utilisé par des régiments de la Royal Artillery. En règle générale, deux batteries avaient des M10 tandis que les deux autres batteries avaient le canon remorqué de 17 livres. Une théorie tactique était que les deux batteries remorquées formeraient une ligne de canons, tandis qu'une batterie M10 restait mobile sur chaque flanc pour conduire les chars ennemis vers la ligne de canons statique. Dans la pratique, les batteries britanniques étaient fréquemment séparées en Normandie, les M10 étant détachés auprès de brigades de chars britanniques équipées de char Churchill armés du canon Ordnance QF 75 mm (en).

### Armée française de la Libération

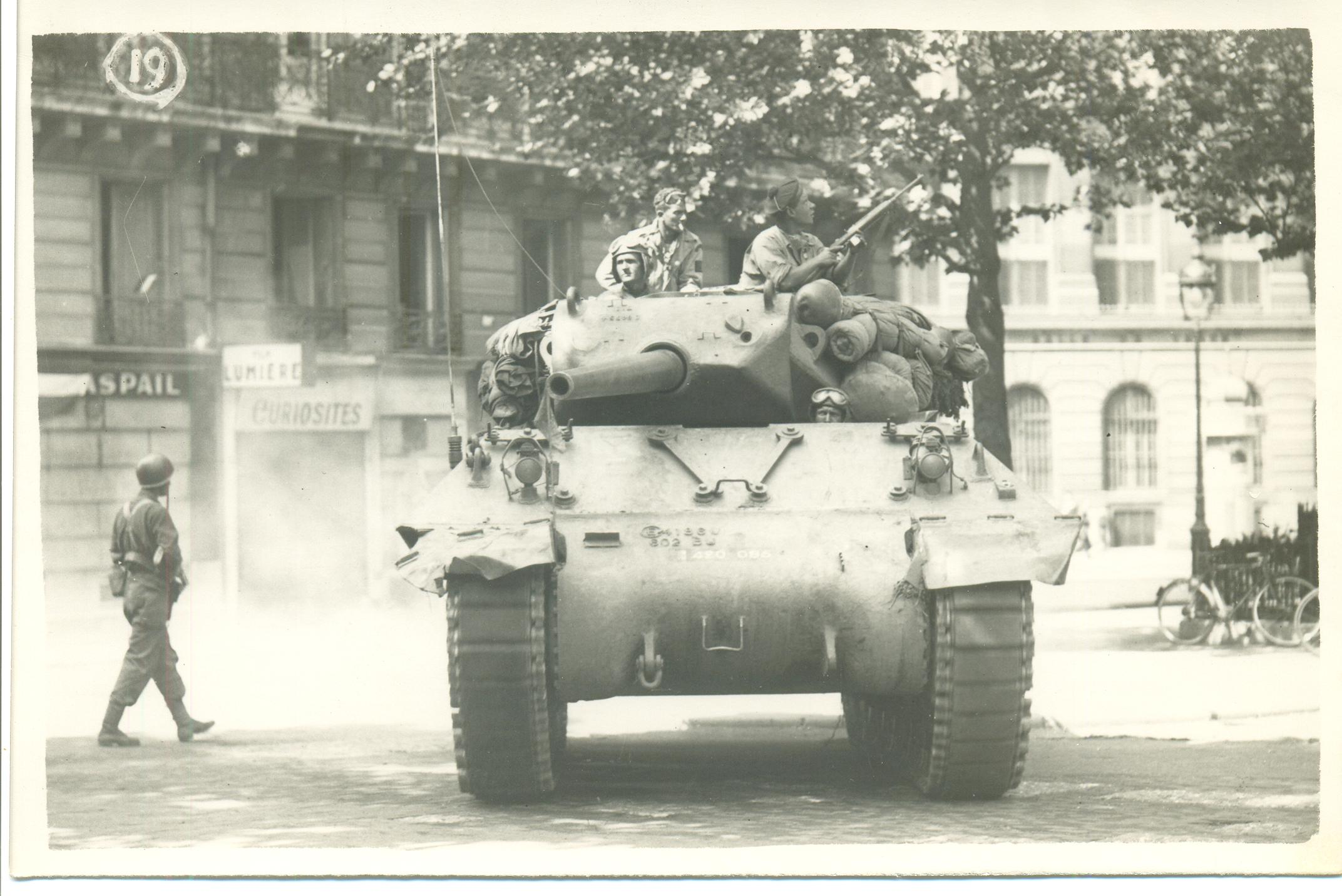
M10 des forces françaises, boulevard Raspail le 23 août 1944

Les Français Libres ont reçu au moins 227 M10, dont 155 en prêt-bail. Ils ont servi d'abord en Italie, puis en France et en Allemagne. Lors de la libération de Paris en août 1944, un M10 de la 2e Division blindée du Général Leclerc nommé "Siroco" neutralisa un Panther sur la place de la Concorde depuis le dessous de l'Arc de Triomphe sur la Place de L'Etoile, à 1800 m. Les M10 français ont également participé à des actions à la frontière franco-allemande autour de Strasbourg et dans le sud de l'Allemagne ; la Première Armée française libre dirigée par le général De Lattre en reçut lorsqu'elle faisait partie du Sixième groupe d'armées des États-Unis. Les M10 français étaient exploités selon des principes similaires à ceux des unités de chasseurs de chars américains, bien qu'initialement avec cinq véhicules par peloton au lieu de quatre.
.

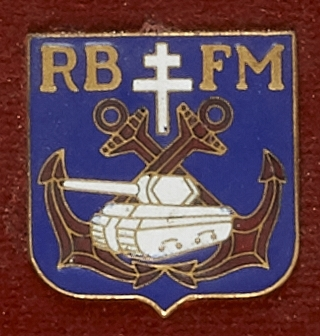
Insigne du régiment blindé de fusiliers marins

En Algérie récemment libérée par les troupes anglo-américaines, les marins du bataillon Bizerte devient le Régiment blindé de fusiliers-marins par décision 97 EMG/3 du 19 septembre 1943. 
C’est à Berkane qu’ils partent afin de se former sur les chasseurs de chars TD M10. Notons que les 36 M10 du Régiment blindé de fusiliers-marins sont équipés en 1944 de lunettes de visée Marine, fournies par l'ingénieur d'artillerie navale Silvère Sevrat, qui permettent de toucher une cible en marche à 3 000 mètres. En 1944 et 1945, l'acteur Jean Gabin était notamment chef de char sur le "Souffleur II".
Les M10 suiveront la 2ème division blindée jusqu'à Berchtesgaden en mai 1945 juste avant la capitulation allemande.

## Utilisateurs
- États-Unis
- France libre (programme Lend-Lease)
- Reich allemand : Chars capturés
- France
- Royaume-Uni (programme Lend-Lease)
- Canada (programme Lend-Lease)
- Union soviétique (programme Lend-Lease)

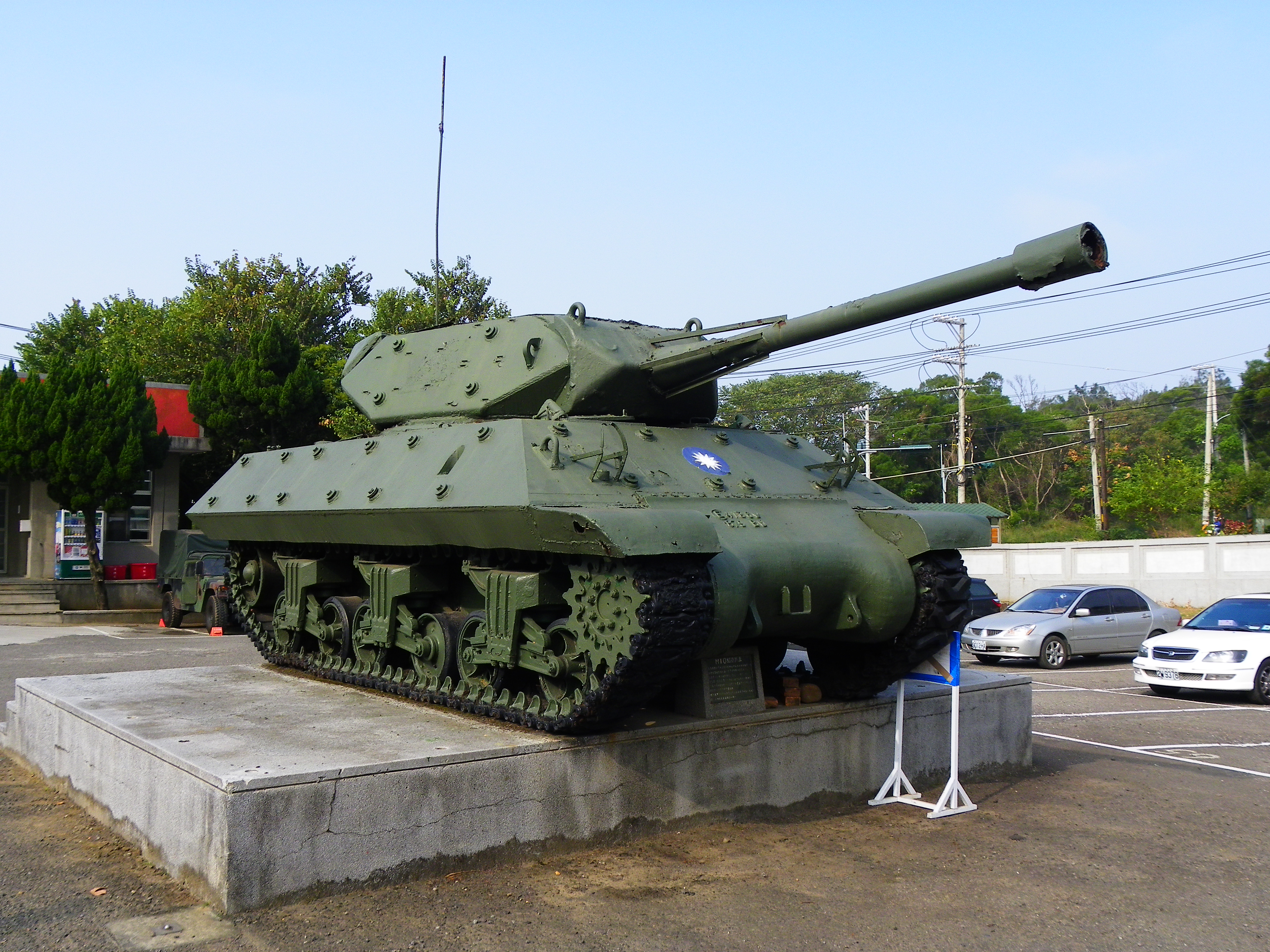
M10 Tank Destroyer à Taïwan, Comté de Hsinchu

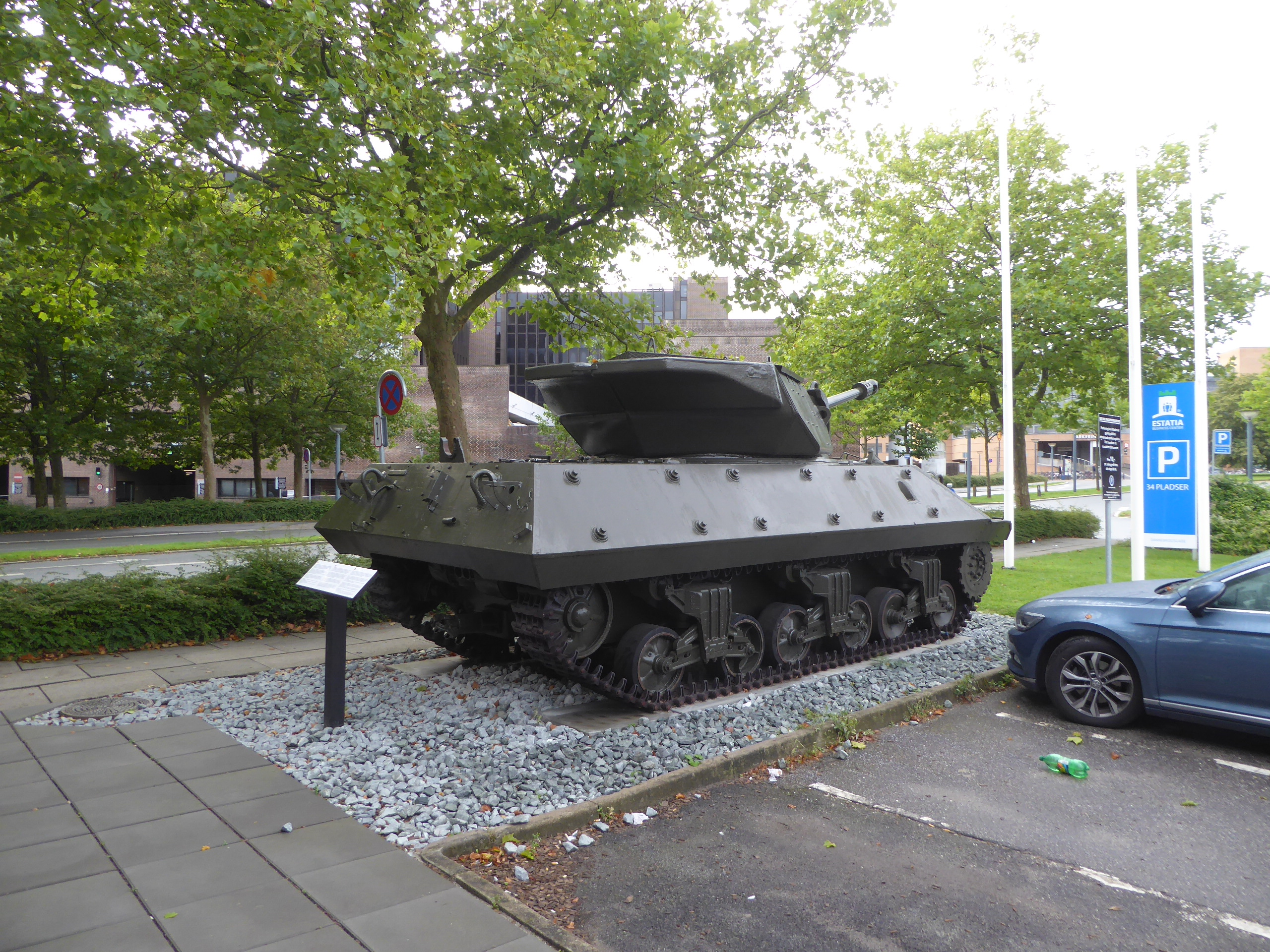
M10 Tank Destroyer au musée Fyns Militærhistoriske, Odense, Danemark

- Belgique (programme Mutual Defense Assistance Act)
- Danemark (programme Mutual Defense Assistance Act), 48 SP Achilles reconstruit par Montreal Locomotive Works livrés en 1955 par le Canada, remplacement à partir de 1962 par le M41 Walker Bulldog, démolis en 1982[14])
- Pays-Bas (programme Mutual Defense Assistance Act)
- Italie
- Pologne
- Afrique du Sud
- Israël Chars modifiés de l'Israeli Ordnance Corps utilisant des canons 75mm français.
- Égypte
- Taïwan modifiés avec des Howitzers de 105 mm de l'ex-armée impériale Japonaise.
- Philippines
- Nouvelle-Zélande